# Joan Cornelis van der Hoop

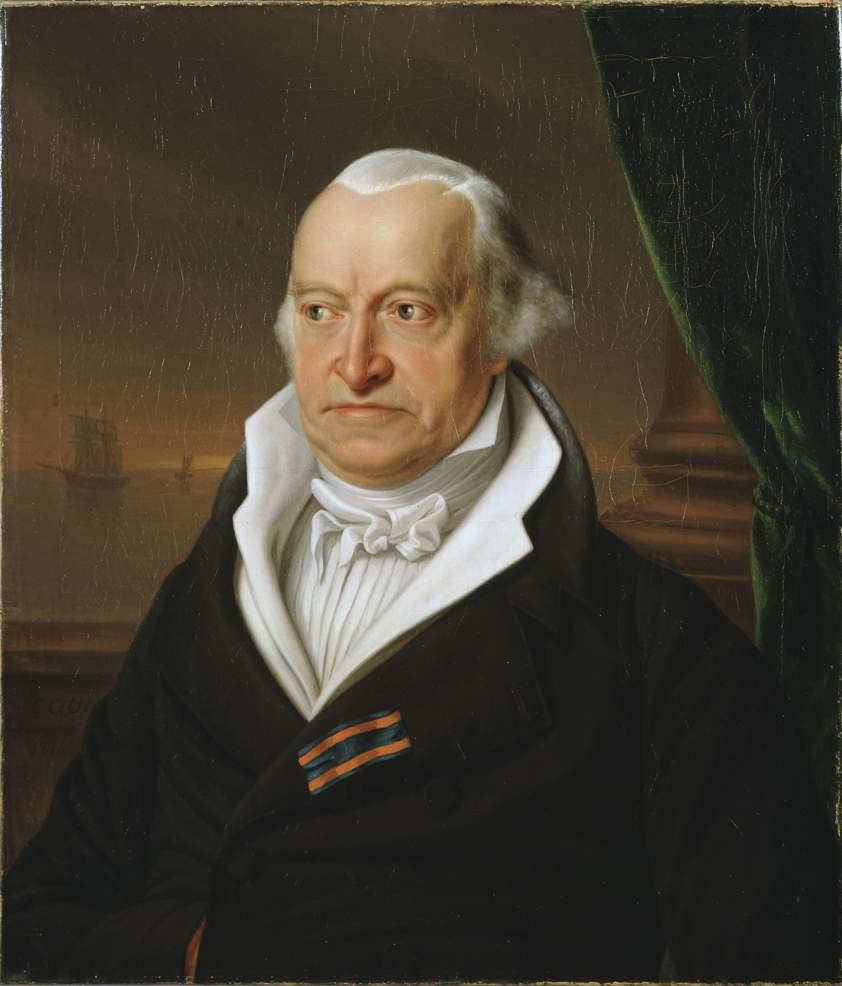
Joan Cornelis van der Hoop in 1816 door Cornelis Cels

Joan Cornelis van der Hoop (Den Haag, 18 mei 1742 – aldaar, 13 maart 1825) was een jurist, advocaat-fiscaal en minister, die zowel ten tijde van de Republiek als onder koning Willem I belangrijke functies vervulde en zijn stempel gedrukt heeft op de Nederlandse marine. Hij is omschreven als een goed filosoof, maar een slecht politicus.

## Levensloop
Joan Cornelis van der Hoop was de jongste zoon van Adriaan van der Hoop, secretaris van de Raad van State en Susanne Dedel. Hij groeide op aan het Lange Voorhout te Den Haag. Zijn vader was in 1737 benoemd, maar in 1748 door stadhouder Willem IV geremoveerd. Na zijn studie in Leiden, werd hij advocaat bij het Hof van Holland en maakte snel naam. In 1767 werd hij landsadvocaat.
In juli 1769 werd Van der Hoop secretaris bij de Sociëteit van Suriname en de opvolger van Joan Hubert van Meel. Burgemeester Joachim Rendorp hielp hem aan deze functie. Op 8 september 1771 trouwde hij met zijn nicht, de knappe Agnes Dedel. Haar vader Salomon Dedel was de eigenaar van vier plantages in Suriname. Het echtpaar verhuisde naar een woning aan de Leidsegracht. In 1781 werd Van der Hoop benoemd tot directeur van de Sociëteit van Suriname, daaraan had hij geen dagtaak. Het gezelschap vergaderde twee keer per maand. In totaal diende hij 25 jaar, tot 1795, toen de Sociëteit werd opgeheven.

## Admiraliteit
In oktober 1781 werd hij advocaat-fiscaal bij de Admiraliteit van Amsterdam, toen de Republiek in oorlog was met Engeland, daartoe overgehaald door zijn twee broers. Van der Hoop betrok een dienstwoning aan het Prinsenhof. In december 1781 ontstond het plan om mariniers aan te monsteren en een Nederlands eskader naar Brest te laten uitvaren om daar, samen met een Franse vloot, acties tegen Engeland te ontplooien om de retourvloten uit de Oost en West te beschermen. De gezant Gerard Brantsen en de ambassadeur Mattheus Lestevenon moesten daartoe besprekingen voeren. Na de Slag bij de Doggersbank en het debacle van Brest werd tot een betere samenwerking bij de bevelvoering van de vloot besloten. Van der Hoop onderhandelde met de Engelsen over de krijgsgevangenen. Hij zocht toenadering tot de prinses om haar man te bewerken die z.i. meer stelling moest nemen tegen Engeland en op het vlak van de binnenlandse politiek in overleg te treden met zijn tegenstanders.
Van der Hoop en zijn broer François werden genoemd als een mogelijke opvolger van de raadpensionaris Pieter van Bleiswijk, maar dat zou hebben betekend dat er drie broers sleutelfuncties in de Republiek bezetten:: de Engelsgezinde François (1727-1793), secretaris bij de Rekenkamer en thesaurier-generaal; Willem Gerrit (1729-1791) generaal-majoor in het leger, boezemvriend of "creatuur" van hertog van Brunswijk ex-commandant van Nijmegen, bezette op 16 augustus 1785 Amersfoort; Adriaan Salomon (1740-1793), sinds 1770 bewindhebber bij de VOC en twee zussen Susanne Sophia (1728-) en Maria Henrietta (1732-).
Van der Hoop overlegde met prinses Wilhelmina van Pruisen om een aantal taken van haar man, stadhouder Willem V, over te nemen, die zich als een kind gedroeg en dagelijks soldaatje speelde. De prins had een goed karakter, maar was ongemeen koppig. Het leek onverstandig de prins meer macht te verlenen. Het was beter een comité te formeren om de prins bij te staan.  De Republiek moest niet veel naar Frankrijk overhellen, want dat was niet goed voor het stadhouderschap, maar ook niet te veel naar Engeland, want dat zou kunnen omslaan naar het tegendeel. Een Engelsman noemde destijds Mr. van der Hoop ... the most important gentleman in the state.
In 1785 raakte hij in conflict met het Admiraliteitsbestuur over het recommendatierecht van de stadhouder. De ambitieuze Pieter Paulus was zijn collega in Rotterdam en de beide mannen kregen onenigheid over hervormingen binnen de marine, na een poging om de vijf admiraliteiten samen te voegen en de benoemingen te centraliseren. In augustus 1787 leende Van der Hoop twee schepen uit aan de Defensiecommissie van Amsterdam om op de Zuiderzee te patrouilleren. Na 1787 liet Van der Hoop, teleurgesteld door de passieve houding van de stadhouder, zijn politieke ambities varen. Het vertrek van Pieter Paulus in 1788 was voor hem een opluchting.
In februari 1795, ten tijde van de Bataafse Republiek, werden hij en de zeeofficier Jan Hendrik van Kinsbergen enige maanden gevangen gehouden namens het Provisioneel Bestuur, toen zes Oost-Indiëvaarders voor de republiek verloren gingen. Zij werden aansprakelijk gesteld voor het niet tijdig uitvaren van een konvooi dat de retourvloot tegen de Fransen moest beschermen. Die schepen weken daardoor in oktober 1794 naar Engeland uit en werden  geconfisqueerd door de Engelsen. In juli werd hij door gebrek aan bewijs vrijgesproken.
In de daaropvolgende jaren stelde Van der Hoop alles in het werk zijn financiële vorderingen op de Admiraliteit te innen en voerde een jarenlange strijd vanwege een belastingschuld. Van der Hoop tuinierde op zijn lapje grond aan de Overtoom en bestudeerde de werking van schoorstenen. Van der Hoop weigerde een openbare functie te bekleden vanwege hetgeen hem in 1795 was aangedaan, ook niet na 1806, toen Lodewijk Napoleon hem verschillende malen een verzoek daartoe deed.

## Imperium mixtum
Op 16 november 1813, een dag nadat de Fransen Amsterdam hadden ontruimd, formeerde Anton Reinhard Falck een voorlopig bestuur, met de bejaarde Van der Hoop aan het hoofd. Het werd het "imperium mixtum", het gemengd bestuur, genoemd, hoewel de 17 leden allen uit de aristocratie stamden. Het gemengd karakter beperkte zich tot de kerkelijke gezindheid: onder de leden waren protestanten en katholieken. Van der Hoop overhandigde op 2 december 1813 de sleutels van de stad aan "soeverein vorst" Willem I.

## Marine
Kort daarna werd Van der Hoop commissaris-generaal (minister) van Marine. Onder zijn verantwoordelijkheid verscheen het ene reglement na het andere. Reizen deed hij nauwelijks, veel verder dan Den Helder en Vlissingen kwam hij niet. Maar hij was dan ook op jaren. Hij bewoonde Herengracht 574.
Van der Hoop was zeer ijverig en hij hield zich bezig met de kleinste details. Hij las alle stukken kritisch, stelde vragen en deed suggesties ter verbetering. Tot tweemaal toe, in 1781 en 1813, zag hij er niet tegenop om een vervallen en in diskrediet geraakte marine op orde te brengen. Hij hechtte sterk aan harmonische verhoudingen binnen de marine, zij het dat hij dit principe weleens liet prevaleren wanneer een krachtdadiger optreden geboden was. Wanneer hij doortastender was geweest, dan zou hij de bevrijding van de Fransen in 1813 op zijn naam hebben gebracht. Nu was het Gijsbert Karel van Hogendorp die, opererend vanuit het veiliger Den Haag, een plaats in de geschiedenisboeken kreeg als nationaal bevrijder.
Van der Hoop stierf "in het harnas", 82 jaar oud.

## Varia
- Hij weigerde na het herstel van de Oranjes een verheffing in de adel met de woorden "Ik ben een burger en geen edelman."[13]
- Het eerbewijs voor Van der Hoop reikt niet verder dan een naar hem vernoemde straat in Amsterdam.
- Hij was de vader van Adriaan van der Hoop, de bankier en kunstverzamelaar, die alle groten der aarde ontmoette, en die bij zijn dood 250 schilderijen, waaronder enkele zeer belangrijke, aan de stad Amsterdam schonk.
- Hij was de schoonvader van Jan Clifford (1768-1823), die zichzelf van het leven beroofde (de dag na een uitspraak van de rechter in een proces tegen zijn zwager Adriaan); en van Albertus Hodshon (1766-1825), lid van de Notabelenvergadering.
- Een kleindochter Cornelia Catherina Hodshon trouwde met Willem Röell van Hazerswoude, o.a. directeur van De Nederlandsche Bank.

- Bibliothèque nationale de France: cb15049321n (data)
- Biografisch Portaal: 14633534
- Gemeinsame Normdatei: 116980974
- International Standard Name Identifier: 0000 0000 3339 9610
- Library of Congress Control Number: n2001032428
- Nederlandse Thesaurus van Auteursnamen: 068416814
- Parlement.com: vg09llswffq5
- Système universitaire de documentation: 24358136X
- Virtual International Authority File: 40144019
- WorldCat: E39PBJc3HryYYfF96wxKkj9CcP

## Opmerking
Joan Cornelis van der Hoop kan verward worden met Cornelis van der Hoop Gijsbertsz.